# Alfred Abel
Alfred Abel (Lipsia, 12 marzo 1879 – Berlino, 12 dicembre 1937) è stato un attore e regista tedesco che, nella sua carriera, iniziata nei primi anni dieci, interpretò oltre centotrenta film.

## Biografia
Dal 1913 al 1937 interpreta oltre 130 film, vivendo il pieno fulgore del periodo espressionista del primo cinema tedesco e il successivo passaggio al sonoro. Maschera raffinata da gentiluomo, va ricordato nei panni del conte Todt, marito disperato della depravata contessa di cui si invaghisce il dottor Mabuse nell'omonimo film di Fritz Lang del 1922, e nel cinico industriale di Metropolis, ancora diretto da Lang (1927).
Come regista, è molto meno prolifico, ma realizza opere stimolanti e ben composte come Narcosi (1929), vicenda ricca di temi, iconografia e toni espressionisti - come le immagini che si vedono sorgere dal subconscio del protagonista - e con espliciti richiami al più celebre Il gabinetto del dottor Caligari (1919) di Robert Wiene.

## Filmografia
La filmografia come attore è completa.

### Attore
- Sodoms Ende, regia di Hermann Sudermann (1913)
- Notti veneziane (Eine venezianische Nacht), regia di Max Reinhardt (1914)
- Die Geschichte der stillen Mühle, regia di Richard Oswald (1914)
- Lache Bajazzo, regia di Richard Oswald (1915)
- Das Laster, regia di Richard Oswald (1915)
- § 51 StGB, regia di Andreas Van Horn (1915)
- Peter Lump, regia di William Wauer (1916)
- Das Geständnis der grünen Maske, regia di Max Mack (1916)
- Die weißen Rosen, regia di Urban Gad (1916)
- Ernst ist das Leben, regia di Fern Andra (1916)
- Wenn Menschen reif zur Liebe werden, regia di Fern Andra (1916)
- Das Spiel ist aus, regia di Rudolf Del Zopp (1916)
- Der Seele Saiten schwingen nicht, regia di Fern Andra (1917)
- Ein Blatt im Sturm... doch das Schicksal hat es verweht (1917)
- Die nach Glück und Liebe suchen (1918)
- Nur ein Schmetterling, regia di Iva Raffay (1918)
- Drohende Wolken am Firmament, regia di Fern Andra (1918)
- Colomba, regia di Arzén von Cserépy (1918)
- Es werde Licht! 4. Teil: Sündige Mütter, regia di Richard Oswald (1918)
- Die Dame, der Teufel und die Probiermamsell, regia di Rudolf Biebrach (1918)
- Tanzendes Gift, regia di Richard Löwenbein (1918)
- Lola Montez, regia di Robert Heymann (1918)
- Taumel, regia di Hubert Moest (1919)
- Lucas, Kapitel 15, regia di Alfred Halm (1919)
- Die rote Herzogin (1919)
- Eine junge Dame aus guter Familie, regia di Hans Kuhnert (1919)
- La sbornia (Rausch), regia di Ernst Lubitsch (1919)
- Die Geächteten, regia di Joseph Delmont (1919)
- Kameraden, regia di Johannes Guter (1919)
- Die Frau ohne Seele, regia di Léo Lasko (1920)
- Die Frau im Himmel, regia di Johannes Guter (1920)
- Tagebuch meiner Frau, regia di Paul Ludwig Stein (Paul L. Stein) (1920)
- Der schwarze Graf, regia di Otz Tollen (1920)
- Wenn der junge Kaktus blüht, regia di Alexander Erdmann-Jesnitzer (1920)
- Mord... die Tragödie des Hauses Garrick, regia di Siegfried Philippi (1920)
- Fakir der Liebe, regia di Erich Schönfelder (1920)
- Die Präriediva, regia di Carl Boese (1920)
- Der Ruf aus dem Jenseits, regia di Richard Kirsch (1920)
- Das Geheimnis von Bombay, regia di Artur Holz (1921)
- Der Streik der Diebe, regia di Alfred Abel (1921)
- Das Opfer der Ellen Larsen, regia di Paul L. Stein (1921)
- Die große und die kleine Welt, regia di Max Mack (1921)
- Mann über Bord, regia di Karl Grune (1921)
- Grausige Nächte, regia di Lupu Pick (1921)
- Fuoco, fiamme e ceneri (Sappho), regia di Dimitri Buchowetzki (1921)
- Der Schrecken der roten Mühle, regia di Carl Boese (1921)
- Irrende Seelen, regia di Carl Froelich (1921)
- Lotte Lore, regia di Franz Eckstein (1921)
- Die im Schatten gehen, regia di Heinz Schall (1921)
- Die Geschichte des grauen Hauses 1 - Episode: Der Mord aus verschmähter Liebe, regia di Erik Lund (1921)
- Die Intrigen der Madame de la Pommeraye, regia di Fritz Wendhausen (1922)
- Menschenopfer, regia di Carl Wilhelm (1922)
- La terra che brucia (Der brennende Acker), regia di Friedrich Wilhelm Murnau (1922)
- Das Haus Molitor, regia di H.K. Breslauer (1922)
- Il dottor Mabuse (Dr. Mabuse, der Spieler), regia di Fritz Lang (1922)
- Fantasma (Phantom), regia di Friedrich Wilhelm Murnau (1922)
- Bigamie, regia di Rudolf Walther-Fein (1922)
- Boris Godunoff (Der falsche Dimitri), regia di Hans Steinhoff (1922)
- Zwischen Tag und Traum, regia di Bruno Ziener (1922)
- Die Nacht der Medici, regia di Karl Grune (1922)
- Die Jagd nach der Frau, regia di Bruno Ziener (1922)
- Die Flamme, regia di Ernst Lubitsch (1923)
- Die Prinzessin Suwarin, regia di Johannes Guter (1923)
- Die Buddenbrooks, regia di Gerhard Lamprecht (1923)
- Scheine des Todes, regia di Lothar Mendes (1923)
- Im Rausch der Leidenschaft, regia di Guido Parish (1923)
- Das Laster des Spiels, regia di Dmitrij Buchoveckij (1923)
- Salvezza (Arme Sünderin), regia di P.A. Gariazzo (1923)
- Finanze del granduca (Die Finanzen des Großherzogs), regia di Friedrich Wilhelm Murnau (1924)
- Dudu, ein Menschenschicksal, regia di Rudolf Meinert (1924)
- Das Spiel der Liebe, regia di Guido Parish (1924)
- Mensch gegen Mensch, regia di Hans Steinhoff (1924)
- Die Frau im Feuer, regia di Carl Boese (1924)
- Das Spiel mit dem Schicksal, regia di Siegfried Philippi (1924)
- Die Feuertänzerin, regia di Robert Dinesen (1925)
- Der Bankkrach unter den Linden (1926)
- Menschen untereinander (1926)
- L'ufficiale della Guardia (Der Gardeoffizier), regia di Robert Wiene (1926)
- Die lachende Grille (1926)
- Der Herr Generaldirektor (1927)
- Metropolis, regia di Fritz Lang (1927)
- Eine Dubarry von heute, regia di Alexander Korda (1927)
- Die Tragödie eines Verlorenen (1927)
- Tragödie einer Ehe (1927)
- Laster der Menschheit, regia di Rudolf Meinert (1927)
- Ein Tag der Rosen im August..., regia di Max Mack (1927)
- Das tanzende Wien, regia di Frederic Zelnik (1927)
- Ariadne in Hoppegarten, regia di Robert Dinesen (1928)
- Das Geheimnis von Genf (1928)
- Jahrmarkt des Lebens (1928)
- Wer das Scheiden hat erfunden (1928)
- Principessa Olalà (Prinzessin Olala), regia di Robert Land (1928)
- Rasputins Liebesabenteuer (1928)
- Heut' spielt der Strauss (1928)
- Il denaro (L'Argent), regia di Marcel L'Herbier (1928)
- Eine Nacht in Yoshiwara (1928)
- Mein Herz ist eine Jazzband (1929)
- Cagliostro - Liebe und Leben eines großen Abenteurers (1929)
- Narkose (1929)
- Giftgas (1929)
- Ehe in Not (1929)
- Sei gegrüßt, Du mein schönes Sorrent (1930)
- Dolly macht Karriere (1930)
- 1914, die letzten Tage vor dem Weltbrand (1931)
- Das Schicksal der Renate Langen, regia di Rudolf Walther-Fein (1931)
- Mary, regia di Alfred Hitchcock (1931)
- La nausea (1931)
- Mia moglie, che imbrogliona! (Meine Frau, die Hochstaplerin), regia di Kurt Gerron (1931)
- Il congresso si diverte (Der Kongreß tanzt), regia di Erik Charell (1931)
- Der Herzog von Reichstadt, regia di Victor Tourjansky (1931)
- Der Herr Bürovorsteher (1931)
- Die Koffer des Herrn O.F. (1931)
- Das Mädel vom Montparnasse (1932)
- Jonny stiehlt Europa (1932)
- Giovanni Strauss (1932)
- L'avventura felice (Das schöne Abenteuer), regia di Reinhold Schünzel (1932)
- Spione im Savoy-Hotel (1932)
- Der weiße Dämon, regia di Kurt Gerron (1932)
- Kampf, regia di Erich Schönfelder e Haro van Peski (1932)
- Segreto ardente (Brennendes Geheimnis), regia di Robert Siodmak (1933)
- Salon Dora Green (1933)
- Manolescu, der Fürst der Diebe (1933)
- Die kleine Schwindlerin (1933)
- Wege zur guten Ehe (1933)
- Una diciassettenne (Eine Siebzehnjährige) (1934)
- Die Liebe siegt , regia di Georg Zoch (1934)
- Viktoria, regia di Carl Hoffmann (1935)
- Kater Lampe, regia di Veit Harlan (1936)
- Ein seltsamer Gast (1936)
- Skandal um die Fledermaus (1936)
- Maria, die Magd (1936)
- Spiel an Bord (1936)
- Il concerto di corte (Das Hofkonzert) (1936)
- La stella di Broadway (Und du mein Schatz fährst mit), regia di Georg Jacoby (1937)
- Milioni in corsa (Millionenerbschaft) (1937)
- Millionäre (1937)
- Sette schiaffi (Sieben Ohrfeigen), regia di Paul Martin (1937)
- Unter Ausschluß der Öffentlichkeit (1937)
- Un'ora di felicità (Frau Sylvelin), regia di Herbert Maisch (1938)

### Regista
- Der Streik der Diebe (1921)
- Narkose (1929)
- Glückliche Reise (1933)
- Alles um eine Frau (1935)
- Die weissen Teufel, co-regia di Serge de Poligny, August Kern (1936)